# Jelisaweta Andrianowna Gretschischnikowa

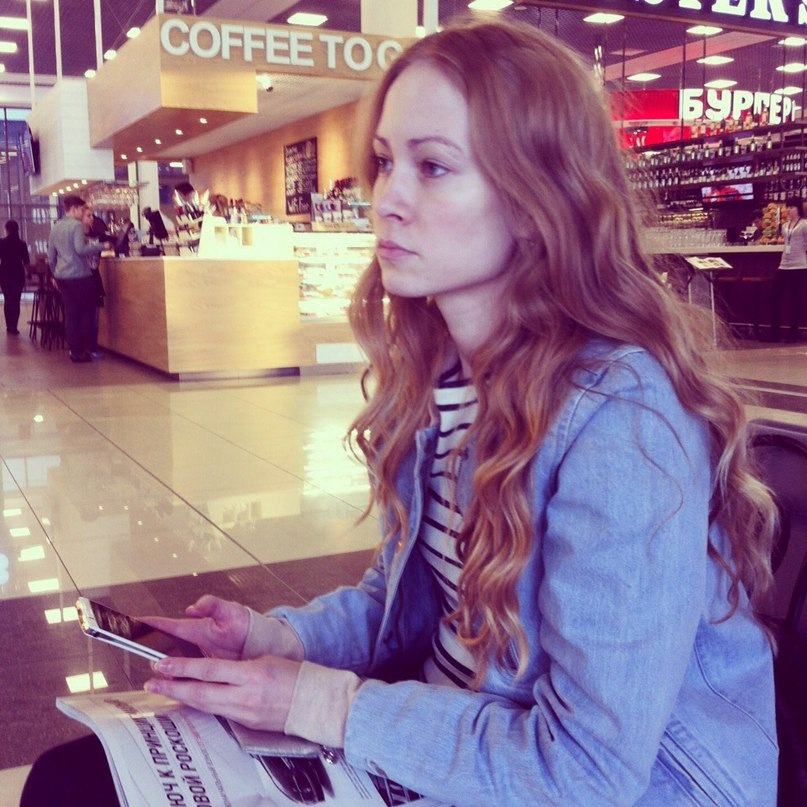
Jelisaweta Gretschischnikowa

Jelisaweta Andrianowna Gretschischnikowa (russisch Елизавета Андриановна Гречишникова; engl. Transkription Yelizaveta Grechishnikova; * 12. Dezember 1983 in Ufa, Baschkortostan) ist eine russische Langstreckenläuferin.
Bei der Sommer-Universiade 2007 gewann sie Bronze. 2009 schied sie bei den Leichtathletik-Weltmeisterschaften in Berlin über 5000 m im Vorlauf aus. Bei den Leichtathletik-Europameisterschaften 2010 wurde sie Achte. 2012 nahm sie an den Olympischen Spielen in London teil. Wegen Verstößen gegen die Anti-Doping-Bestimmungen wurde sie 2013 für zwei Jahre gesperrt. Außerdem wurden alle Ergebnisse seit dem 18. August 2009 gestrichen.

## Persönliche Bestzeiten
- 3000 m: 9:11,28 min, 1. September 2009, Rovereto
- 5000 m: 15:07,15 min, 19. Juli 2008, Kasan
  - Halle: 15:37,86 min, 28. Februar 2010, Moskau